# 红顶鹛
红顶鹛（学名：Timalia pileata）为畫眉科鹛属的唯一一種鸟类。分布于尼泊尔、锡金、不丹、孟加拉、缅甸、泰国、老挝、柬埔寨、越南以及中国大陆的云南、贵州、广西、广东等地，多见于海拔1000米以下的低山、山坡平原或田边灌丛、高草丛中。该物种的模式产地在印度尼西亚的爪哇。

## 亚种
- 红顶鹛西南亚种（学名：Timalia pileata smithi）。分布于缅甸、老挝、越南、泰国以及中国大陆的云南、贵州、广西、广东等地。该物种的模式产地在泰国清莱省清盛ChiangSaenKao,ChiangRaiProvince。[3]